# Абдураззаков, Хабибулло Абдураззакович
Хабибулло Абдураззакович Абдураззаков (тадж. Ҳабибулло Абдураззоқов; 7 ноября 1937, Кулябский район — 19 января 2021, Душанбе) — советский и таджикский актёр и режиссёр театра и кино, Заслуженный артист Таджикской ССР. Народный артист Таджикской ССР (1987)

## Биография
Родился 7 ноября 1937 года в семье преподавателя латинской графики и просветителя Абдураззака Абдураззакова. Его отец был в браке дважды — от первой супруги у него имелись дети, от второй супруги (матери Хабибулло; вступили в брак в 1922 году) также. В 1930-х годах отец был репрессирован и, как указано в судебном приговоре, «сослан в Сибирь за то, что учился вместе с сыном бухарского миллиардера Файзулло Ходжаева». Находясь в ссылке, его отец узнал о рождении своего сына и назвал его Хабибулло, что в переводе на русский язык означает любимец Аллаха.
В 1955 году переехал в Москву и поступил в ГИТИС, который окончил в 1960. Будучи студентом, в 1956 году снялся в фильме «Илья Муромец», где сыграл роль половца, это и был его дебют в кинематографе. После окончания института вернулся в Таджикскую ССР и был принят в труппу Ленинабадского театра музыкальной комедии, где прослужил вплоть до 1961 года, когда был принят в труппу Театра имени Лахути, где был до 1969 года. В 1969 году попробовал себя в качестве театрального режиссёра, вернувшись в Ленинабадский театр музыкальной комедии имени Пушкина в должности главного режиссёра, и проработал до 1971 года. В 1971 году был принят в Душанбинский музыкальный театр в качестве главного режиссёра. Вернулся в кинематограф и снялся более чем в 30 кинофильмах и телесериалах, при этом в фильме «Горная станция» работал в качестве актёра и режиссёра. Являлся также председателем Союза театральных деятелей Таджикской ССР. За последнее время снялся в ряде таджикских телесериалов режиссёра Саида Кодири.

### Личная жизнь
Хабибулло Абдураззаков был женат. Пятеро сыновей — Барзу (театральный режиссёр и сценарист), Маздо (студент Гёттеборского университета), Нисор (пианист и преподаватель, а также дирижёр симфонического оркестра), Шахбоз (живёт в США), Шахбол (адвокат), также имел единственную дочь, которая трагически погибла в 1996 году во время Гражданской войны в Таджикистане. Всего от пятерых сыновей у него девять внуков.

## Фильмография

### Телесериалы
- 1978 — Человек меняет кожу
- 1982 — Гляди веселей

### Фильмы
- 1956 — Илья Муромец — половец
- 1962 — Тишины не будет — Юсупов
- 1964 — Мирное время — Кешмукомед
- 1966 — Смерть ростовщика — Бадриддин
- 1967 — Измена — Асад
- 1969 — Разоблачение — Тофик-бей
- 1973 —
  - Горная станция (фильм вышел на экраны в 1974 году) — Хакимов + режиссёр-постановщик
  - Здравствуй, добрый человек — Гулямов
  - Пятеро на тропе — Хамраев
  - Тайна забытой переправы
  - Четверо из Чорсанга
- 1974 — Белая дорога — шофёр Далер
- 1975 — Восход над Гангом
- 1976 — Сказание о Сиявуше — Бахрам
- 1980 —
  - А счастье рядом
  - Контрольная полоса — Саттар-ака.
- 1983 — Семейные тайны
- 1986 —
  - Дополнительный прибывает на второй путь
  - Охота на дракона — Торрес, пивовар, отец Тони.
  - Хромой дервиш
- 1987 — Куда вёл след динозавра
- 1988 — Взгляд